# Dante (рок-группа)
Данте (нем. Dante) — немецкая рок-группа из Аугсбурга.

## История
Группа Dante была организована гитаристом Маркусом Бергером и клавишником Маркусом Майхелем в 2006. К ним присоединились вокалист Александр Гёс, с которым Маркус Бергер сотрудничал ещё в группе Twelve и барабанщик Кристиан Айхлингер.
В этом составе группа записывает с своей собственной студии дебютный альбом The Inner Circle, который вышел в 2008 году. Партию бас гитары сыграл гитарист и продюсер альбома Маркус Бергер, а обложка оформлена вокалистом Александром Гёсом. Альбом был тепло воспринят публикой и получил в целом положительные отзывы.
В 2008 году к группе присоединился басист Михаель Ноймайер.
В июле 2010 года на американском лейбле Prog Rock вышел второй альбом группы с названием Saturnine. Продюсером альбома снова выступил Маркус Бергер. В июле 2010 года по опросам, проведенным сайтом powermetal.de, альбом занял четвёртое место.
В феврале 2011 года Михаель Ноймайер покинул группу по личным причинам, место басиста занял Маркус Бергер. В состав группы влился гитарист Маркус Бадер. В этом составе группа записывает третий альбом Nowember Red, который вышел на . Masacre Records 25 января 2013 года.
5 января 2013 года после продолжительной болезни скончался гитарист, басист и основатель группы Маркус Бергер. В своем блоге группа заявила, что несмотря на тяжелую утрату группа не прекратит своё существование.
В марте 2014 года в группу пришёл гитарист Маттиас Шмид.

## Дискография
- The Inner Circle (2008)
- Saturnine (2010)
- November Red (2013)